# 錦海湾
錦海湾（きんかいわん）は、瀬戸内海の備讃瀬戸にある湾。岡山県瀬戸内市南部にある。1950年代後半に大部分が干拓され、1960年代から1970年代前半には塩田として、1970年代後半から2000年代には製塩工場や産業廃棄物最終処分場として使用された。2018年には日本最大のメガソーラー（大規模太陽光発電所）が操業開始予定である。

## 地理

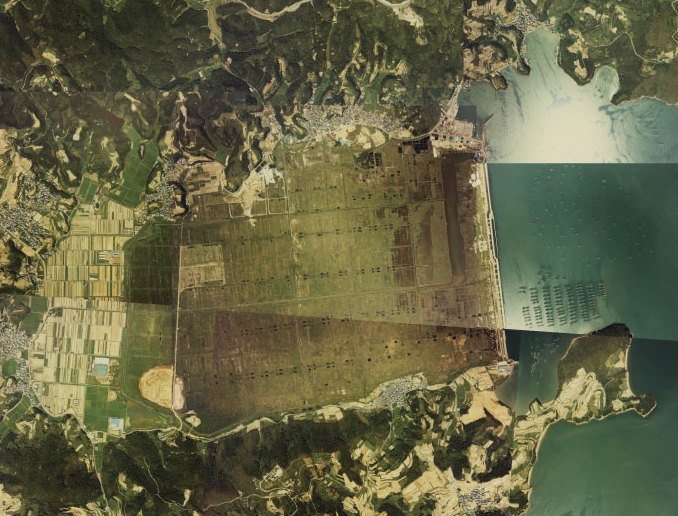
干拓後の錦海湾

東西2.8km、南北1.8kmであり、面積は約500ヘクタール/5km2である。干拓地内部の海抜は地形図によればマイナス1m程度だが、瀬戸内市の調査では北端部を除く大部分が海抜0m以下であり、南部ではマイナス2.9mの地点が、中央部ではマイナス3.2mの地点が確認された。干拓前、湾の北側には邑久郡邑久町が、南側には邑久郡牛窓町があり、干拓地は両町におおむね等しく分割された。2004年（平成16年）には邑久町・牛窓町・長船町が合併して瀬戸内市となり、現在は干拓地の全域が瀬戸内市域である。干拓地の周囲には北東から反時計回りに邑久町尻海（小字に錦海、大東、中東、市場、西部）、牛窓町長浜（小字に栗利郷、国塩、中村、西浦、上、浜、下、弁天、師楽）の集落が立地している。北東端には玉津港や排水ポンプ場、南東端には師楽港や鈴井海岸などがある。1996年（平成8年）時点では干拓地の大部分が湿地（地形図によれば荒地）だが、西端部や南端部の一部は耕地として使用されている。
岡山県の年間降水量は1,105mm（全国平均1,609mm）であり、長野県・香川県に次いで47都道府県中3番目に少ない。また降水量1mm以下の日数は年276.8日（全国平均247.8日）であり、山梨県や兵庫県を凌いで47都道府県中もっとも多い。これらの気候特性を生かし、岡山県では2013年8月末時点で14ヶ所のメガソーラーが稼働している。
| 虫明の気候           | 虫明の気候   | 虫明の気候  | 虫明の気候   | 虫明の気候   | 虫明の気候    | 虫明の気候    | 虫明の気候    | 虫明の気候   | 虫明の気候    | 虫明の気候  | 虫明の気候   | 虫明の気候   | 虫明の気候      |
| 月                   | 1月          | 2月         | 3月          | 4月          | 5月           | 6月           | 7月           | 8月          | 9月           | 10月        | 11月         | 12月         | 年              |
| -------------------- | ------------ | ----------- | ------------ | ------------ | ------------- | ------------- | ------------- | ------------ | ------------- | ----------- | ------------ | ------------ | --------------- |
| 日平均気温 °C （°F） | 4.0 (39.2)   | 4.3 (39.7)  | 7.4 (45.3)   | 12.7 (54.9)  | 17.4 (63.3)   | 21.6 (70.9)   | 25.5 (77.9)   | 27.0 (80.6)  | 23.3 (73.9)   | 17.1 (62.8) | 11.4 (52.5)  | 6.3 (43.3)   | 14.8 (58.6)     |
| 降水量 mm （inch）   | 32.8 (1.291) | 47.0 (1.85) | 86.7 (3.413) | 93.1 (3.665) | 128.1 (5.043) | 155.8 (6.134) | 154.6 (6.087) | 81.1 (3.193) | 146.1 (5.752) | 79.5 (3.13) | 51.4 (2.024) | 32.7 (1.287) | 1,086.1 (42.76) |
| 出典：気象庁         |              |             |              |              |               |               |               |              |               |             |              |              |                 |

## 歴史

### 製塩事業
1905年（明治38年）には塩の専売制が実施され、政府は生産性の低い塩田を整理するため、1910年（明治43年）から翌年にかけて第1次塩業整理を行なった。気候条件の良い瀬戸内地域は廃止の対象となった塩田が少なく、瀬戸内地域の塩業が全国に占める割合は塩田面積で約90%、生産量で約80%となった。江戸時代から約300年間に渡って入浜式による製塩が行なわれてきたが、1950年代半ばには全国の入浜式塩田が流下式に転換されており、錦海塩田はその流れで建設されている。なお、錦海湾北岸の尻海には湾の干拓前から玉津塩田が存在した。1956年（昭和31年）に錦海湾の干拓工事が開始され、入口を1,800mの堤防で閉め切って約500ヘクタールの干拓地が造成された。1956年（昭和31年）に錦海塩業組合が設立され、1959年（昭和34年）には製塩工場が完成して運転を開始。1960年（昭和35年）には340ヘクタールの全塩田が完成し、錦海塩業組合は株式会社に改組された。開発資本が広範囲から調達されたこと、入浜式塩田からの転換ではなく初めから流下式塩田として出発したことなどを特徴とした。錦海塩田は「東洋一の規模」を誇ったが、日本国内の総製塩量が増大して生産過剰状態となった。1959年から翌年にかけて行なわれた第3次塩業整理では瀬戸内西部の塩田の多くが廃止されたが、瀬戸内地域以外ではより多くの塩田が廃止され、瀬戸内地域の塩田占有率は97%にも達した。
やがてイオン交換膜製塩法式が実用化され、1967年（昭和42年）には錦海塩田でも塩田とイオン交換膜工場が同時に稼働。塩田の労働力不足はイオン式への転換を促し、1970年（昭和45年）には工場での生産量が塩田の生産量を上回った。同年から翌年の第4次塩業整理で全国の塩田が全廃し、錦海塩田の塩田としての歴史は10年ほどに終わった。内海山田（岡山県）、赤穂（兵庫県）、坂出（香川県）、鳴門（徳島県）、いわき（福島県）、崎戸島（長崎県）とともに、日本の製塩事業は7地域7企業に集約された。なお、1968年（昭和43年）には関西圏新空港の第1次候補5ヶ所のひとつに錦海湾が挙げられたが、すぐに候補から除外され、結局関西国際空港は調査開始から四半世紀後の1994年（平成6年）、大阪府の泉佐野市沖に建設されている。

### 産業廃棄物処分場
塩田跡地は土地が低い（塩田面は平均潮位）ため盛土が必要であり、塩分残留があるため農業用地や用水型工業用地には不向きである。各地の塩田跡地は火力発電所、重化学工業用地、養殖場、ゴルフ場などに転用されている。1978年（昭和53年）には製塩工場と共存する形で、錦海塩業が塩田跡地で産業廃棄物最終処分事業を開始。製塩事業は2002年（平成14年）に廃止されたが、産廃処分事業は2008年（平成20年）まで継続された。錦海塩業は2009年（平成21年）に自己破産（負債額126億円）を申請し、干拓地の排水ポンプの運転が中止される見込みとなった。排水ポンプの停止は干拓地や周辺低地への浸水につながるため、2010年（平成22年）には瀬戸内市が塩田跡地を取得した。利用されなくなった塩田跡地には塩性湿地が形成され、日本の重要湿地500にも選出された。

### メガソーラー事業

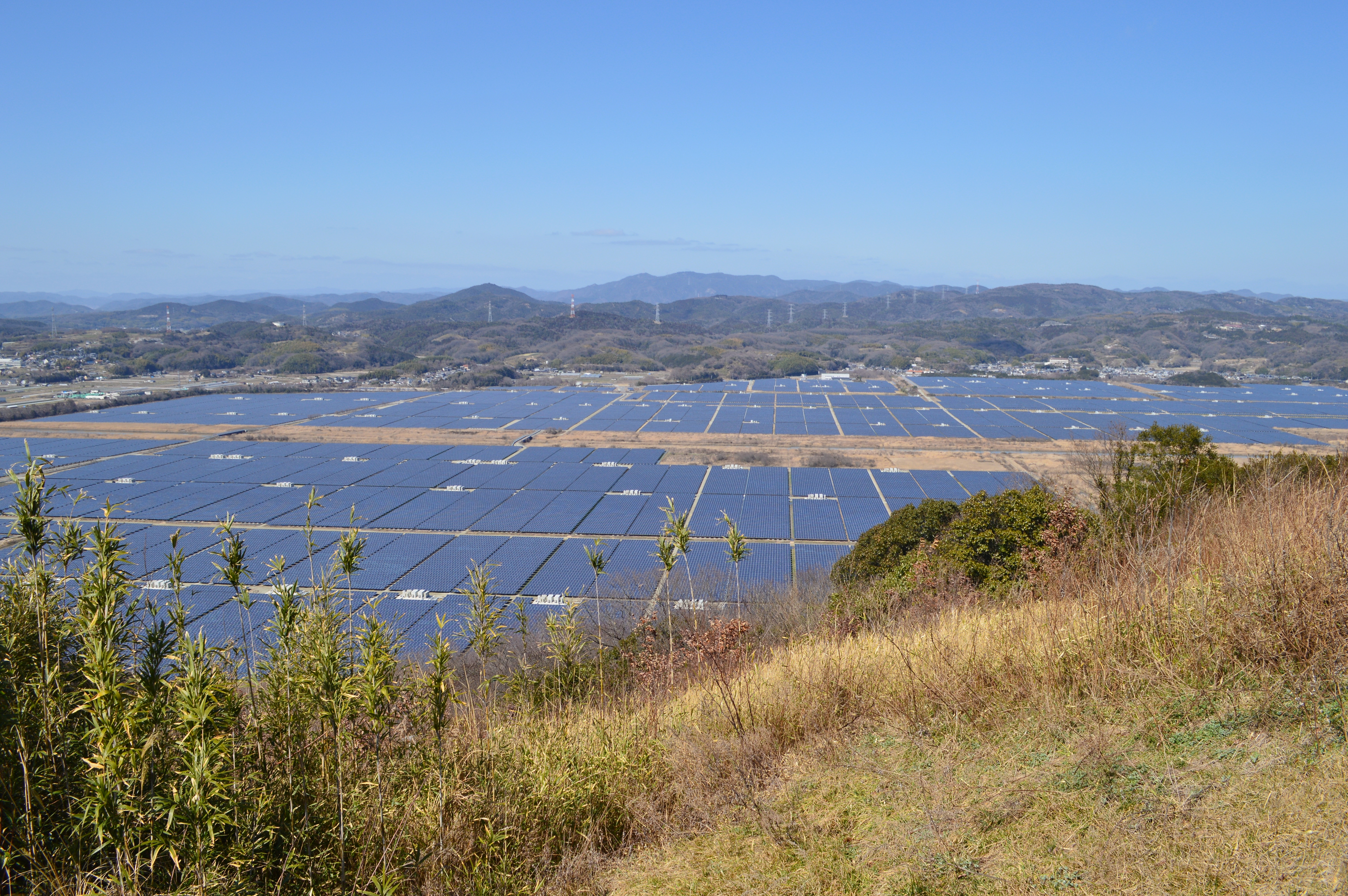
瀬戸内 Kirei 太陽光発電所牛窓オリーブ園から望む。

瀬戸内市は塩田取得後に自然環境調査を実施。2012年（平成24年）9月にはメガソーラー（大規模太陽光発電所）建設構想の概要を発表し、塩田跡地約500ヘクタールのうち400ヘクタールに出力250MWp（メガワットピーク）の発電所を建設するとした。事業者は「瀬戸内Kirei未来創り連合体」であり、くにうみアセットマネジメント、ゴールドマン・サックス証券、東洋エンジニアリング、自然電力、日本IBM、NTT西日本、ジャーマン・インターナショナルの7社による連合体である。くにうみアセットマネジメントが全体総括を行ない、くにうみアセットマネジメントとゴールドマン・サックス証券が資金調達などを、東洋エンジニアリングと自然電力と日本IBMが発電事業を、日本IBMとNTT西日本とジャーマン・インターナショナルがまちづくり事業を担当する。2013年（平成25年）2月に瀬戸内市はより具体的な内容を発表し、4月には300ページ超の「錦海塩田跡地活用基本計画」を発表した。出力は230 MWpに抑えられたが、完成すれば日本最大級となる。跡地の東側の湿地帯には岡山県で初めてチュウヒの営巣が確認されたため、この区域は自然環境保護ゾーンとして現状のまま残すとし、整備面積は約250ヘクタールに縮小された。この際の発表では推定事業費550-820億円、同年11月に着工し、2018年（平成30年）9月の操業開始を目指すとしている。FIT制度での固定買い取り価格42円での売電収入（推定では年間約100億円）を20年間にわたって確保する事業計画を立てている。